# 로르카

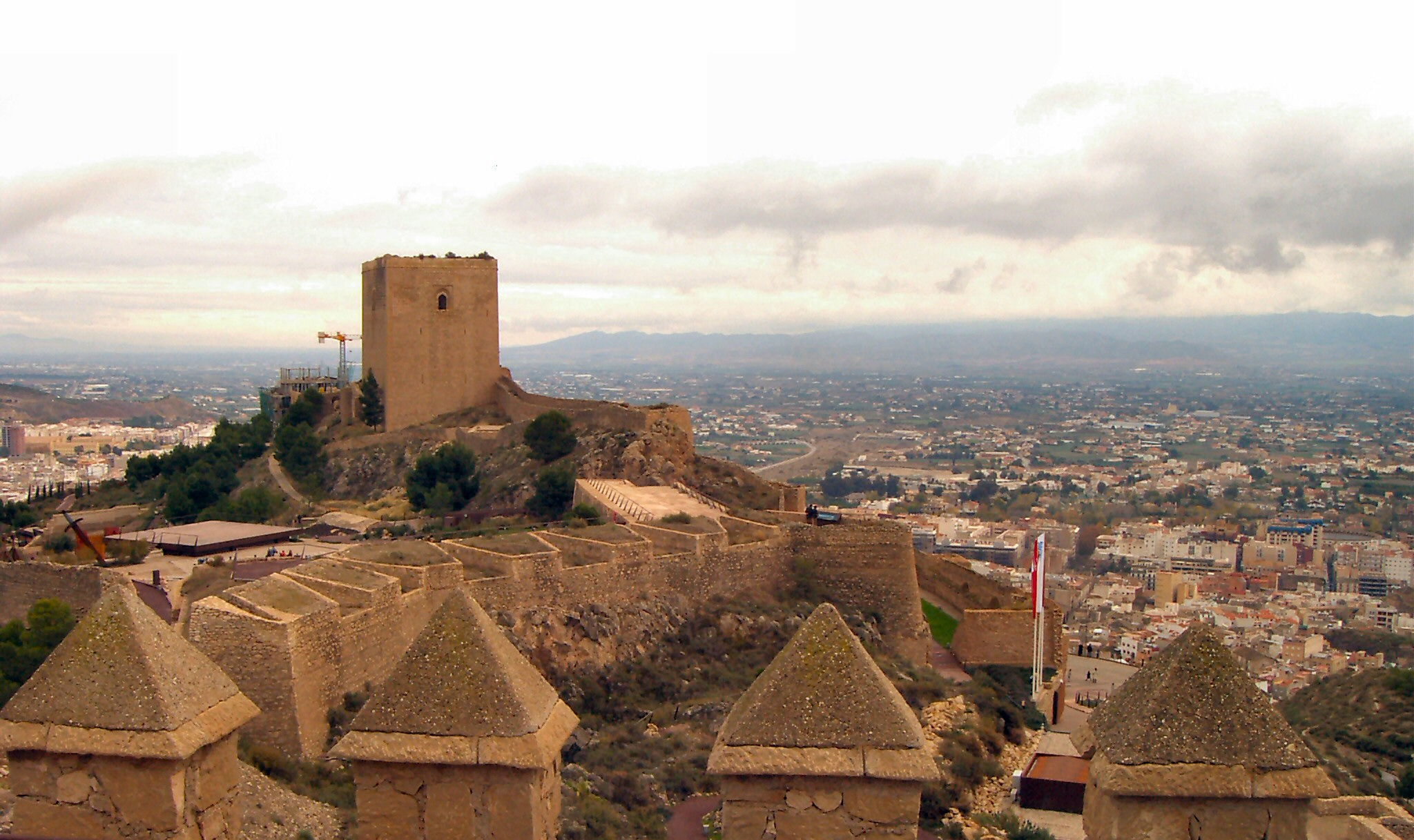

로르카(Lorca)는 스페인 남동부 무르시아 지방에 있는 도시이다. 무르시아에서 남서 약 60km의 거리에 있다. 면적은 1,675km2, 인구는 92,694(2010)이다.